# Douglas Hickox
Douglas Hickox (Londres, 10 de gener de 1929 − Londres, 25 de juliol de 1988) va ser un director de cinema anglès, conegut sobretot com a director de films d'acció.

## Biografia
Douglas Hickox va treballar com ajudant de direcció i director del segon equip, durant els anys 1950 i el començament dels anys 1960. Ha dirigit la seva primera pel·lícula el 1959, Behemoth the Sea Monster, codirigida amb el cap decorador Eugène Lourié. En el seu treball destaca ràpidament per a l'eficàcia de les seves seqüències d'acció i la qualitat de la seva realització. Després de 1980, Hickox ha rodat essencialment per a la televisió.
Entre les seves pel·lícules més conegudes, destaca Sitting Target (1972), Theater of Blood (1973), Brannigan (1975), Alba zulú (1979). Va morir el 1988, durant una operació a cor obert.
Douglas Hickcox va estar casat amb Anne V. Coates, cap muntadora premiada amb un Oscar al millor muntatge per a Lawrence d'Aràbia. Després de la mort de Hickcox, el Premis British Independent Film (BIFA), gràcies a un llegat de la segona esposa de Douglas Hickox, Annabel, ha creat el premi Douglas Hickox, atorgat a un director britànic per al seu primer llargmetratge.
Els fills de Douglas Hickox Anthony Hickox i James Hickox són també directors, la seva filla Emma és cap muntadora.

## Filmografia[2]
- 1959: Behemoth the Sea Monster codirigida amb Eugène Lourié
- 1963: It's All Over Town
- 1964: Just for You
- 1970: Entertaining Mr. Sloane
- 1972: Sitting Target
- 1973: Theater of Blood
- 1975: Brannigan
- 1976: Sky Riders
- 1979: Alba zulú
- 1981: The Phoenix (sèrie TV)
- 1983: The Hound of the Baskervilles (TV)
- 1984: Mistral's Daughter (sèrie TV)
- 1984: The Master of Ballantrae (TV)
- 1985: Blackout (TV)
- 1986: Sins (sèrie TV)
- 1987: I'll Take Manhattan (sèrie TV)
- 1988: Dirty Dozen: The Series (sèrie TV)